# بروهارد (ویرجینیای غربی)
بروهارد (به انگلیسی: Brohard) یک منطقهٔ مسکونی در ایالات متحده آمریکا است که در ویرجینیای غربی واقع شده‌است. بروهارد ۲۹۴٫۱۴ متر بالاتر از سطح دریا واقع شده‌است.